# Chico Alencar
Francisco Rodrigues de Alencar Filho, plus couramment appelé Chico Alencar, né le 19 octobre 1949, est un homme politique brésilien.